# Biskup Palestriny
Biskup Palestriny − biskup diecezji Palestrina, jednej z siedmiu diecezji suburbikarnych, mającej siedzibę w mieście Palestrina. Od VIII wieku do 1962 roku biskupi tej diecezji byli ex officio kardynałami. W 1962 Papież Jan XXIII postanowił, że kardynałowie-biskupi są jedynie tytularnymi biskupami diecezji suburbikarnych, powierzając faktyczną jurysdykcję nad nimi zwykłym biskupom ordynariuszom.

## Kardynałowie-biskupi Palestriny
- Sergiusz (721)
- Wenancjusz (732)
- Grzegorz (761)
- Jerzy (767)
- Andrzej (771-778)
- Konstantyn (826)
- Leon (925-933)
- Teofilakt (963)
- Stefan (988)
- Piotr (996-1027)
- Dodo [?] (1031?)
- Jan (1036-1040)
- Jan (1044)
- Raniero (1058-1059)
- Bruno (1059-1060)
- Bernardo da Benevento (1061-1065)
- Leopertus (1066-1069)
- Hubert (1072?-1082)
- Hugo Candidus (obediencja wibertyńska 1089-1099)
- Milo z Angers (1095-1103)
- Kuno von Urach (1108-1122)
- Wilhelm (1123-1137)
  - Jan (obediencja Anakleta II 1130-1135?)
- Etienne de Châlons (1141-1144)
- Waryn (1144-1158)
- Juliusz (1158-1164)
  - Vibiano (obediencja „wiktoryńska” 1168-1173/78)
- Manfredo de Lavagna (1176-1178)
- Bernered (1179-1180)
- Paolo Scolari (1180-1187)
- Giovanni Conti da Anagni (1190-1196)
- Guy de Poré (1200-1204)
- Guido Papareschi (1206-1221)
- Guido Pierleone (1221-1228)
- Giacomo Pecoraria (elekt 1231-1235, biskup 1235-1244)
- István Báncsa (1251-1270)
- Vicedomino de Vicedominis (1273-1276)
- Erard de Lessines (1278)
- Girolamo Masci (1281-1288)
- Berardo Berardi di Cagli (1288-1291)
- Simon Beaulieu (1294-1297)
  - Lamberto, administrator apostolski (1297-1299?)
- Teodorico Ranieri (1299-1306)
- Pierre de la Chapelle Taillefer (1306-1312)
- Guilluame de Mandagot (1312-1321)
- Pierre Després (1322-1361)
- Raymond de Canillac (1361-1373)
- Simon Langham (1373-1376)
- Jean du Cros (1376-1383, obediencja awiniońska od 1378)
- Francesco Moricotti (ok. 1383-1394)
  - Angelo Afflicti, administrator (1395-1401)
  - Odone Colonna, administrator (1401-1405)
- Gui de Malsec (obediencja awiniońska 1383-1409 i pizańska 1409-1412)
- Antonio Caetani (1405-1409)
  - Nicolaus, administrator (1410)
  - Odone Colonna, administrator (obediencja pizańska 1412)
- Angelo d’Anna de Sommariva (obediencja pizańska 1412-1415, 1415-1428)
- Hugues de Lusignan (1431-1436)
  - Giovanni de Grecis, administrator apostolski (1437-1441)
  - Andrea di Montecchio, komendatariusz (1441-1444)
- Giovanni Berardi (1444-1449)
- Giorgio Fieschi (1449-1455)
- Juan Torquemada (administrator 1455-1460, kardynał biskup 1460-1463)
  - Alexius de Cesarei, administrator apostolski (1463-1464)
- Alan de Coëtivy (1465-1472)
- Angelo Capranica (1472-1478)
- Marco Barbo (1478-1491)
- Jean Balue (1491)
- Giovanni Michiel (1491-1492)
- Girolamo Basso della Rovere (1492-1503)
- Lorenzo Cibo de Mari (1503)
- Antoniotto Pallavicini (1503-1507)
- Giovanni Antonio Sangiorgio (1507-1508)
- Bernardino Lopez de Carvajal (1508-1509)
- Guillaume Briçonnet (1509-1511)
- Marco Vigerio (1511-1516)
- Francesco Soderini (1516-1523)
- Alessandro Farnese (1523)
- Antonio Maria Ciocchi del Monte (1523-1524)
- Pietro Accolti (1524)
- Marco Cornaro (1524)
- Lorenzo Pucci (1524-1531)
- Giovanni Piccolomini (1531-1533)
- Andrea della Valle (1533-1534)
- Bonifacio Ferrero (1534-1535)
- Lorenzo Campeggio (1535-1537)
- Antonio Sanseverino (1537-1539)
- Gianvincenzo Carafa (1539-1541)
- Alessandro Cesarini (1541-1542)
- Francesco Cornaro (1542-1543)
- Giovanni Maria Ciocchi del Monte (1543-1550)
- Louis de Bourbon de Vendôme (1550-1557)
- Federico Cesi (1557-1562)
- Giovanni Girolamo Morone (1562-1564)
- Cristoforo Madruzzo (1564-1570)
- Otto von Truchsess von Waldburg (1570-1573)
- Giulio Feltre della Rovere (1573-1578)
- Giovanni Antonio Serbelloni (1578-1583)
- Gianfrancesco Gambara (1583-1587)
- Marco Antonio Colonna (1587-1597)
- Giulio Antonio Santori (1597-1602)
- Alessandro Ottaviano de’ Medici (1602-1605)
- Agostino Valeri (1605-1606)
- Ascanio Colonna (1606-1608)
- Antonio Maria Gallio (1608-1611)
- Gregorio Petrocchini de Montelbero (1611-1612)
- Benedetto Giustiniani (1612-1615)
- Francesco Maria Bourbon del Monte (1615-1621)
- Ottavio Bandini (1621-1624)
- Andrea Baroni Peretti Montalto (1624-1626)
- Domenico Ginnasi (1626-1629)
- Marcello Lante della Rovere (1629)
- Pier Paolo Crescenti (1629-1641)
- Guido Bentivoglio (1641-1644)
- Alfonso de la Cueva Albuquerque (1644-1655)
- Bernardino Spada (1655-1661)
- Antonio Barberini (1661-1671)
- Rinaldo d’Este (1671-1672)
- Cesare Facchinetti (1672-1679)
- Alderano Cibo (1679-1680)
- Lorenzo Raggi (1680-1687)
- Antonio Bichi (1687-1691)
- Paluzzo Paluzzi Altieri degli Albertoni (1691-1698)
- Luis Manuel Fernando Portocarrero (1698-1709)
- Fabrizio Spada (1710-1717)
- Francesco del Giudice (1717-1721)
- Francesco Barberini (1721-1726)
- Tommaso Ruffo (1726-1738)
- Giorgio Spinola (1738-1739)
- Giovanni Battista Altieri (1739-1740)
- Vincenzo Petra (1740-1747)
- Antonio Xaverio Gentilis (1747-1753)
- Giuseppe Spinelli (1753-1759)
- Federico Marcello Lante (1759-1763)
- Giovanni Francesco Stoppani (1763-1774)
- Girolamo Spinola (1775-1784)
- Marcantonio Colonna (1784-1793)
- Leonardo Antonelli (1794-1800)
- Alessandro Mattei (1800-1809)
- Aurelio Roverella (1809-1812)
- Diego Innico Caracciolo (1814-1820)
- Giuseppe Spina (1820-1828)
- Francesco Bertazzoli (1828-1830)
- Carlo Maria Pedicini (1830-1840)
- Vincenzo Macchi (1840-1844)
- Castruccio Castracane degli Antelminelli (1844-1852)
- Luigi Amat di San Filippo e Sorso (1852-1870)
- Carlo Sacconi (1870-1878)
- Antonino Saverio De Luca (1878-1883)
- Luigi Oreglia di Santo Stefano (1884-1889)
- Angelo Bianchi (1889-1897)
- Camillo Mazzella (1897-1900)
- Vincenzo Vannutelli (1900-1930)
- Luigi Sincero (1933-1936)
- Angelo Maria Dolci (1936–1939)
- Carlo Salotti (1939–1947)
- Benedetto Aloisi Masella (1948-1970)
- Carlo Confalonieri (1972-1986)
- Bernardin Gantin (1986-2008)
- José Saraiva Martins (od 2009)